# Battaglia sul Nidda
La battaglia di Francoforte, nota anche come battaglia sul Nidda, ebbe luogo il 5 agosto 1246 tra il re dei Romani e duca svevo Corrado IV e langravio di Turingia Enrico Raspe IV, che fu nominato anti-re dai sostenitori del papa. La battaglia fu decisa prematuramente dal tradimento precedentemente pianificato dei due conti svevi Ulrico I di Württemberg e Hartmann II di Grüningen. L'abbondante denaro papale, la prospettiva di entrare in possesso dei possedimenti Staufer e la promessa di ottenere l'ufficio di duchi di Svevia, avevano indotto i due a cambiare schieramento prima dell'inizio della battaglia con circa 2000 seguaci. Ciononostante, Corrado IV riuscì a fuggire.

## Contesto

### Federico II e i papi
Le tensioni nelle relazioni tra i Sacri Romani Imperatori e i papi a Roma, che caratterizzarono gran parte del Medioevo europeo, raggiunsero un ulteriore apice sotto lo Staufer Federico II e i papi Gregorio IX e Innocenzo IV.
Anche per indebolire il troppo potente Hohenstaufen, papa Gregorio IX insistette affinché Federico onorasse i suoi voti e, dopo diversi rinvii che portarono alla sua scomunica, partì per una crociata in Terra Santa nel 1228. Durante l'assenza di Federico dal suo regno siciliano, le truppe papali occuparono gran parte dei suoi domini italiani. Ma il papa aveva fatto male i conti, e l'imperatore raggiunse una pace negoziata in Terra Santa nel 1229, la quale fece sì che i cristiani tornassero in possesso di Gerusalemme e do Nazareth, e riuscì ad ottenere inoltre un armistizio di dieci anni. Federico, che era tornato in Italia come re di Gerusalemme, appariva in quel momento più forte che mai. Il rinnovato conflitto con il papa poté essere disinnescato solo nel settembre 1230 attraverso la mediazione di Ermanno di Salza, Gran Maestro dell'Ordine Teutonico, e Federico fu riportato in seno alla chiesa.
Ma la pace tra l'imperatore e il papa fu di breve durata. Dopo ulteriori battaglie degli Hohenstaufen contro la Lega Lombarda nell'Italia settentrionale e l'occupazione dell'isola di Sardegna, che era formalmente sotto il dominio feudale papale, Federico II fu nuovamente scomunicato dalla Chiesa nel 1239. Nonostante diversi tentativi di mediazione da parte dei principi tedeschi, non fu raggiunto alcun nuovo accordo tra l'imperatore e il papa. Nel 1241 navi imperiali, veneziane e pisane attaccarono una flotta genovese a Montecristo e ottennero una schiacciante vittoria nella battaglia navale dell'isola del Giglio. In questo modo Federico II riuscì ad impedire ai prelati di Francia e Spagna sulle navi genovesi di partecipare al concilio convocato dal papa, nel quale doveva essere presumibilmente effettuata la sua deposizione. Federico occupò poi gran parte dello Stato Pontificio. Prima che raggiungesse Roma, Gregorio IX morì inaspettatamente il 22 agosto 1241.
Dopo la morte di Gregorio, l'imperatore si ritirò immediatamente dallo Stato Pontificio, probabilmente per non ostacolare una riconciliazione con il successore di Gregorio. Celestino IV, che fu presto elevato a soglio pontificio sotto la pressione della nobiltà cittadina italica, morì due settimane dopo la sua elezione, e i cardinali furono in grado di concordare un nuovo candidato solo nel 1243 ad Anagni.

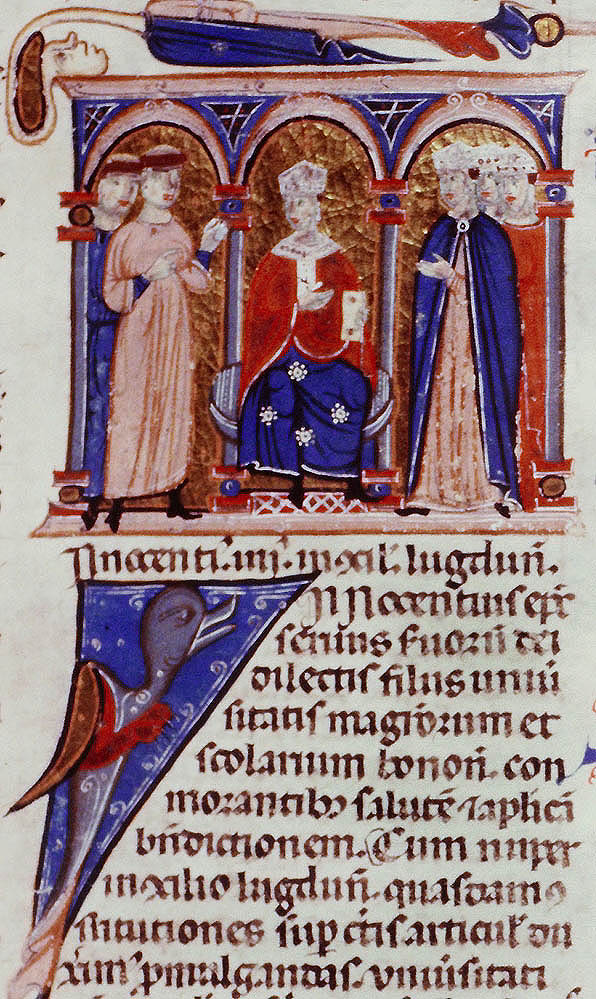
Innocenzo IV al concilio di Lione (XIII secolo)

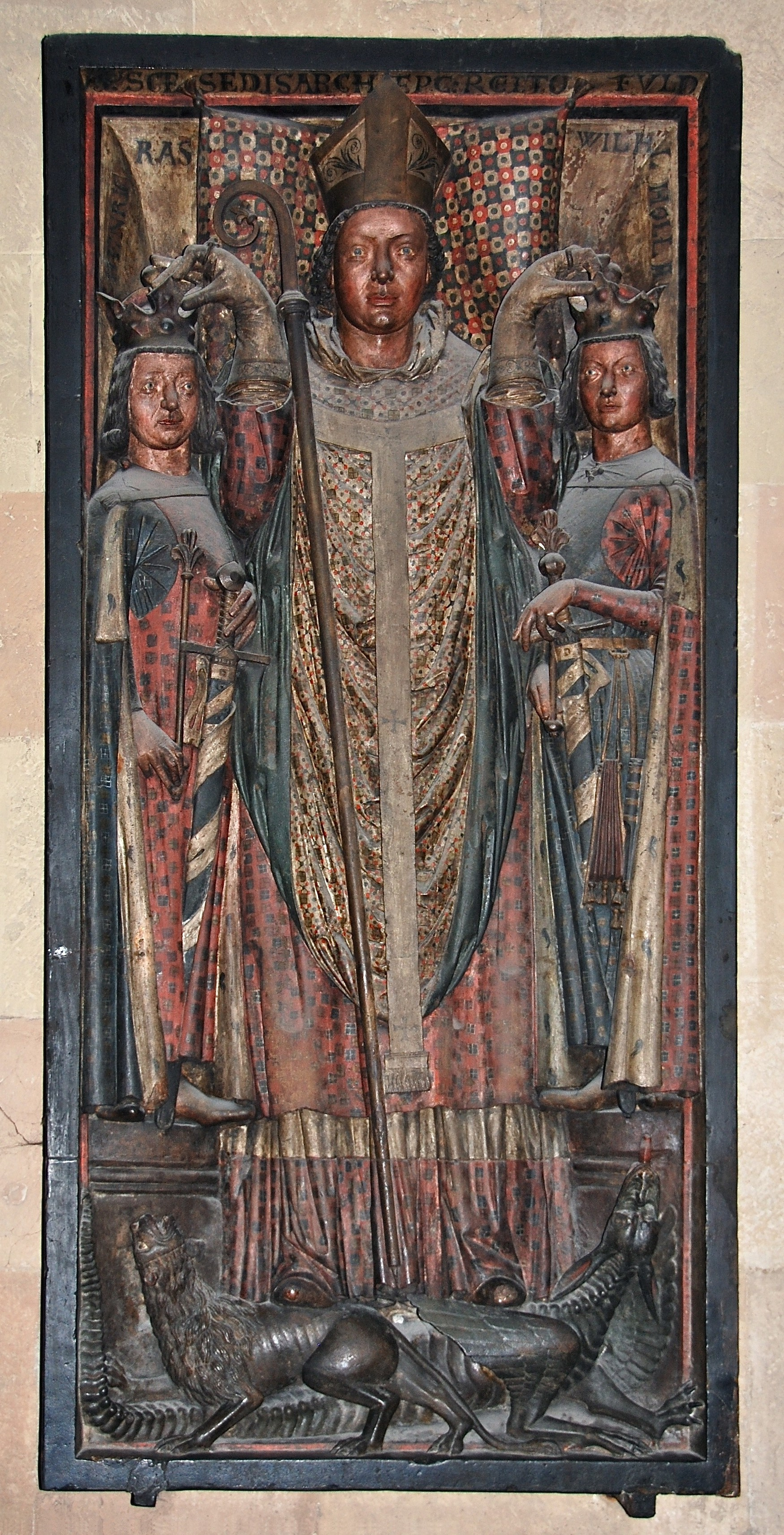
Prima procuratore imperiale dell'imperatore, poi kingmaker del papa: l'arcivescovo di Magonza Sigfrido III pone la corona regia su Enrico Raspe e Guglielmo d'Olanda.

### Deposizione dell'imperatore al concilio di Lione
Con Innocenzo IV, divenne papa un uomo il cui atteggiamento differiva poco da quello di Gregorio IX ed escluse la riconciliazione con Federico. Temendo il proprio isolamento a Roma, papa Innocenzo si sottrasse alla morsa imperiale alla fine di giugno 1244 e fuggì via Genova a Lione, dove convocò i prelati europei in un gran concilio sotto la protezione della corona francese. In questo primo concilio di Lione, che si aprì il 28 giugno 1245, il Papa, in virtù del suo "pieno potere apostolico", dichiarò la deposizione di Federico II dalla carica imperiale e regia senza chiedere il consenso del concilio.
Federico II passò ora al contrattacco propagandistico e negò al papa la sovranità sul suo impero secolare. Nei suoi proclami attaccò la Chiesa di Roma, definendola pomposa, lontana dalla vera strada per la santità e propagava la Chiesa primitiva, povera e impotente, come aveva già chiesto Francesco d'Assisi. Innocenzo, da parte sua, fece diffondere la bolla di deposizione in tutto l'impero e attraverso i legati pontifici fece pressione sui chierici fedeli all'imperatore. Cercò di convincere i principi e i conti tedeschi a passare dalla sua parte facendo delle promesse di varia natura.

### Il cambio di schieramento di Enrico Raspe
Dopo la morte di suo fratello Ludovico IV nell'esercito crociato di Federico II, Enrico Raspe IV assunse inizialmente la reggenza del langraviato di Turingia per conto di suo nipote Ermanno II. Dopo la sua morte prematura di suo nipote nel 1241, divenne l'unico langravio della Turingia e di molte parti dell'Assia. Dopo che l'arcivescovo di Magonza Sigfrido III di Eppstein aveva volto le spalle a Federico II nel 1241, l'imperatore trasferì la sua carica di governatore imperiale a Enrico Raspe per suo figlio Corrado IV, che era stato eletto re nel 1237, ma che era ancora minorenne. L'anno successivo, tuttavia, Enrico Raspe si dimise da alcuni dei compiti associati a questo ufficio.
Dopo il concilio di Lione, Enrico Raspe passò infine al campo papale nel 1245. Pressato dall'arcivescovo di Magonza, Sigfrido III di Eppstein, che gli promise anche 10 000 marchi del proprio tesoro, Enrico Raspe, dopo un'iniziale esitazione, si fece eleggere anti-re nel maggio 1246 a Veitshöchheim vicino a Würzburg, principalmente dai principi ecclesiastici. Innocenzo IV ora chiese a tutti i principi tedeschi di eleggere Enrico Raspe come re de Romani, anche se questo fu inizialmente sostenuto solo dagli arcivescovi di Magonza e Colonia e dai vescovi di Würzburg, Metz, Strasburgo e Spira e alcuni aristocratici della Turingia.
Nel frattempo, i predicatori papali vagavano per l'impero, raccogliendo donazioni per combattere l'"Anticristo" Federico e invocando persino una guerra contro l'imperatore e il suo altrettanto scomunicato figlio in Danimarca e Polonia. A coloro che fornivano denaro o impegno personale per la lotta contro Federico erano garantite le stesse indulgenze previste per la partecipazione alle crociate in Terra Santa. Sostenuto da questo denaro e dall'assistenza dell'alleato papale Sigfrido III di Eppstein, Enrico Raspe si trovò presto nella posizione di intraprendere un'azione attiva contro gli Hohenstaufen.

## La battaglia

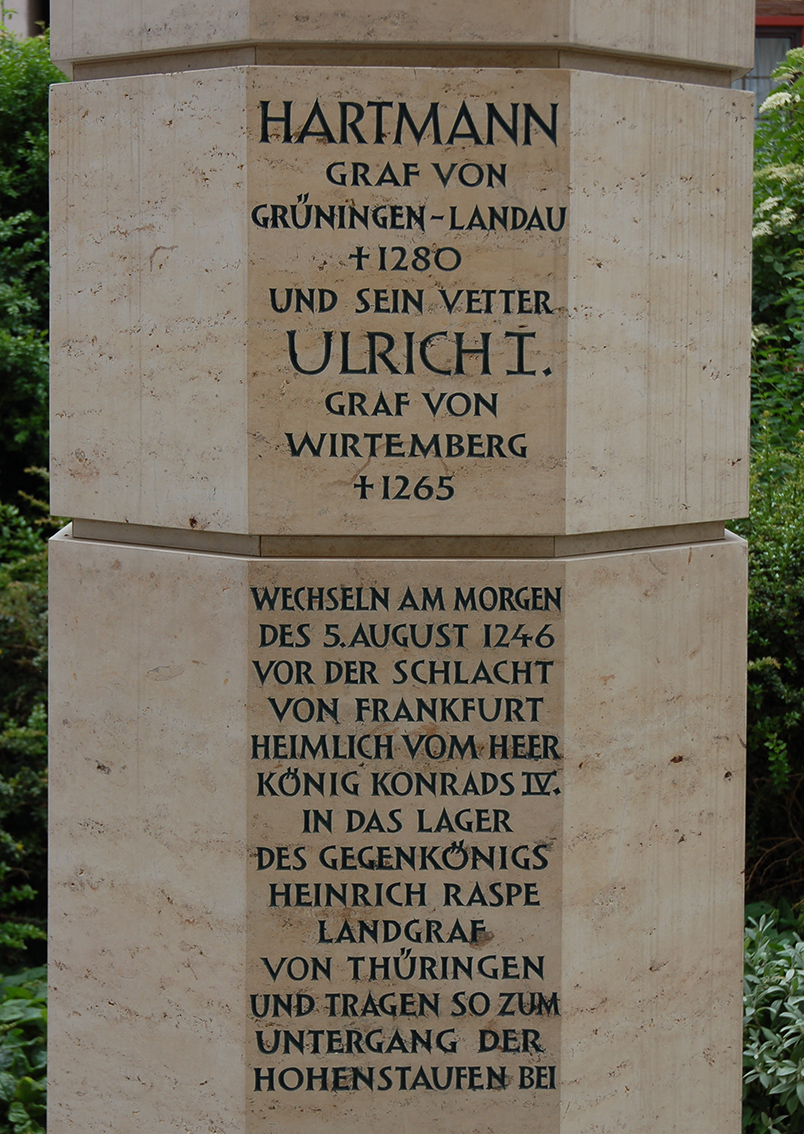
Stauferstele con iscrizione sulla battaglia di Francoforte a Markgröningen

Dopo che i principi secolari si erano tenuti lontani dall'elezione a re di Enrico Raspe nella primavera del 1246, questi, sostenuto dal papa e dalla maggior parte dei vescovi, chiese loro di partecipare a un Hoftag a Francoforte, dove avrebbero dovuto confermare la sua elezione. Corrado IV, con un esercito costituito per lo più da truppe sveve, probabilmente si avvicinò al rex clericorum (in tedesco Pfaffenkönig) passando per Francoforte e intercettò lui e il suo esercito, che era in gran parte costituito dalle forze degli arcivescovi di Magonza e Colonia, sul fiume Nidda.
Le fonti e gli storici non sono d'accordo sull'esatta posizione del campo di battaglia e sulle rispettive posizioni degli avversari, che presumibilmente avevano preso posizione su entrambi i lati del Nidda. Per diversi giorni, sembra che gli eserciti degli avversari si siano affrontati senza che una delle due parti osasse fare la prima mossa. I Il 5 agosto, il diciottenne Corrado IV forzò finalmente la battaglia, sul cui corso esatto, tuttavia, poco è riportato e che probabilmente non durò troppo a lungo, in quanto ebbe luogo un tradimento pianificato in precedenza. Gli influenti conti svevi Hartmann II di Grüningen e Ulrico I di Württemberg, giocarono un ruolo decisivo nella sconfitta di Corrado, in quanto essi lo tradirono nel momento decisivo disertando per Enrico Raspe con circa 2 000 seguaci, cioè il grosso del suo esercito. Papa Innocenzo IV aveva loro dato abbondante denaro, "7000 marchi d'argento", e aveva promesso a questi come ricompensa l'acquisizione delle proprietà degli Hohenstaufen nella Bassa Svevia e addirittura l'ufficio ducato svevo.
Sembra che Enrico Raspe abbia catturato il campo di Corrado e preso più di 600 prigionieri. Tuttavia, l'obiettivo effettivo di questo "colpo di stato", cioè eliminare Corrado o farlo prigioniero, non fu raggiunto, poiché questo fu in grado di fuggire a Francoforte e alla fine si diresse in Baviera.
Enrico Raspe continuò il suo viaggio verso Francoforte, dove sembra che abbia celebrato il suo primo Hoftag. Non è chiaro se Francoforte, città amica degli Staufer, gli abbia aperto le porte o se abbia dovuto celebrare l'Hoftag fuori dalla città. Quest'ultima possibilità sembra più probabile, poiché Raspe non scrisse nulla sulla cattura di Francoforte nel suo rapporto sulla battaglia a Milano e la città imperiale continuò ad essere dalla parte degli Hohenstaufen.

## Conseguenze della battaglia
Quattro settimane dopo la battaglia, Corrado IV sposò come previsto la principessa Elisabetta di Baviera, figlia del duca Ottone II l'Illustre, il 1º settembre 1246 a Vohburg an der Donau. Attraverso questo matrimonio, i Wittelsbach divennero "i più potenti alleati tedeschi degli Staufer durante la fase finale della loro dinastia". Così, anche se Corrado perse una massiccia influenza a causa della battaglia di Francoforte, fu presto in grado di stabilizzarsi di nuovo nel sud, sostenuto dal duca bavarese e dalla maggior parte delle città imperiali, e mantenne anche il sopravvento nel ducato di Svevia, quantomeno in Alta Svevia e in Alsazia. Nella Bassa Svevia, i disertori Ulrico I di Württemberg e Hartmann II di Grüningen si impadronirono dei possedimenti dinastici degli Staufer e dei loro possedimenti imperiali.
Dopo un altro Hoftag a Norimberga, Enrico Raspe iniziò una campagna contro il cuore del sistema di potere Staufer in Svevia e nel gennaio 1247 cercò di conquistare le città imperiali di Ulma e Reutlingen o di metterle in ginocchio con un assedio ma, dopo che fu ferito in una scaramuccia e la sua salute peggiorò, abbandonò inaspettatamente la campagna militare e si ritirò nel castello di Wartburg, dove l'ultimo esponente maschio dei Ludovingi morì il 16 febbraio 1247.
Quindi Corrado IV rimontò in sella e riuscì, nel conflitto in corso su molti fronti, a tener testa contro il seguito inizialmente solo in lenta crescita del successore di Raspe, l'anti-re Guglielmo d'Olanda, eletto anch'esso dall'arcivescovo di Magonza, Sigfrido III, nell'ottobre 1247, soprattutto sul Reno. Qui la città episcopale di Spira rimase fedele allo Staufer, motivo per cui al suo vescovo Enrico di Leiningen fu negato l'accesso al suo ufficio episcopale e alla città. In Svevia, Hartmann II di Grüningen, Hartmann di Kyburg e altri conti tentarono invano di sconfiggere Corrado. Dopo una sconfitta nell'aprile 1248, tuttavia, gli sfuggì solo per un pelo. Nel maggio 1248, papa Innocenzo IV lodò l'abate dell'abbazia di Reichenau Corrado di Zimmer per aver sostenuto i conti e riportò il religioso, che era stato precedentemente fedele agli Hohenstaufen e quindi scomunicato, "nella grazia papale".
Dopo la morte di suo padre il 13 dicembre e un attentato subito nell'abbazia di Sant'Emmerano a Ratisbona il 28 dicembre 1250, a cui sopravvisse per un pelo, il seguito di Guglielmo d'Olanda crebbe. Così, nel marzo 1251 a Oppenheim, Corrado perse l'opportunità di una battaglia decisiva contro Guglielmo, personalmente presente, perché apparentemente non si considerava abbastanza forte per scendere in battaglia. Nell'ottobre 1251, si trasferì poi nell'Italia meridionale per assicurarsi, come unico erede di Federico II, il dominio altrettanto in pericolo sul regno di Sicilia.